# Asociación Europea de Profesores de Español
La Asociación Europea de Profesores de Español (AEPE) es una organización fundada en 1968 por Emilio Lorenzo, Francisco Yndurain, Ramón Bela y Enrique Suárez, en la Universidad Internacional Menéndez Pelayo de Santander, España. Es, además,  una organización profesional, apolítica, laica y de carácter no lucrativo. 
AEPE se dirige a quienes investigan o a quieren estar al día en cualquiera de las diversas disciplinas que se ocupan de los estudios de lengua, literatura, cultura y traductología españolas, así como de didáctica del español como L2, LE o lengua de herencia. Dado que nuestro principal objetivo es fomentar el intercambio de nuevas ideas, resultados de investigaciones y de experiencias entre investigadores, especialistas y académicos, AEPE, por un lado, celebra anualmente un congreso internacional en una ciudad española y, por otro lado, un coloquio bianual en una ciudad fuera de España, en ambos casos, con la participación de un elevado número de investigadores de primera talla tanto nacional como internacional. Aunque originalmente, su ámbito de acción era el continente europeo, pronto excedió sus límites fundacionales y en la actualidad está integrada por profesores de español en más de 40 países de todo el mundo. 
La AEPE ha sido dirigida por once presidentes: Max Gorosh, de Estocolmo (1968-1970), Franz J. Zapp, de Múnich	(1970-1978), Joëlle Guerain, de Rouen (1978-1984), Giuseppe Bellini, de Brescia (1984-1987), Peter Standish, de Londres (1987-1990), José María Alegre, de Copenhague (1990-1996), Helga Hediger, de Basilea (1996-2002), Sara Saz, de Colorado (2002-2008), Pilar Celma, de Valladolid (2010-2016), Rafael del Moral, de Madrid (2016-2022) y actualmente la preside Pablo Deza Blanco, de Taipéi.